# Ginowan Chōkon
Ginowan Ueekata Chōkon (宜野湾 親方 朝昆), aussi connu sous son nom de style chinois Shō Teikai (向 廷楷), est un aristocrate et fonctionnaire du gouvernement du royaume de Ryūkyū. Il est membre du Sanshikan de 1829 à 1835.
Ginowan Chōkon est né dans une famille d'aristocrates nommée Shō-uji Giwan Dunchi (向氏 宜湾 殿内). Il est bon en karaté et est un homme fort avec une hauteur de 190 mètres et un poids de plus de 115 kg.
Il est père de Giwan Chōho.